# Elasticsearch
Elasticsearch is een opensource softwarepakket om een zoekmachine mee te bouwen.

## Techniek
Het pakket is gebaseerd op Apache Lucene, een populaire softwarebibliotheek om door teksten heen te zoeken. Het biedt een HTTP webinterface aan en een vrij te kiezen documentstructuur gebaseerd op het gegevensformaat JSON. Elasticsearch is geschreven in de programmeertaal Java en wordt aangeboden onder de Apache licentie. Volgens een website die de populariteit van databases bijhoudt is Elasticsearch de meest gebruikte zoekmachine ter wereld. Onder andere Uber en Netflix maken gebruik van Elasticsearch.

## Geschiedenis
De eerste versie van Elasticsearch, toen nog onder de naam Compass, werd geschreven door de Israëlische Shay Banon voor zijn vrouw, die kok wilde worden en daarom iets nodig had om haar kennis over eten bij te houden en te kunnen doorzoeken. Het project groeide, en in februari 2010 kwam versie 0.4 uit van Elasticsearch. In 2012 richtte Banon samen met onder andere de Nederlander Steven Schuurman een bedrijf op om het product te ondersteunen. Sinds maart 2015 is het bedrijf bekend onder de naam Elastic N.V. Het hoofdkantoor staat in Amsterdam in het pand waar ooit Ilse Media zat. Sinds vrijdag 5 oktober 2018 wordt het aandeel Elastic verhandeld op de New York Stock Exchange.